# Atriplex quixadensis
Atriplex quixadensis là loài thực vật có hoa thuộc họ Dền. Loài này được Del Vitto, Múlgura & Peten. mô tả khoa học đầu tiên năm 1993.